# Barbara Hannigan

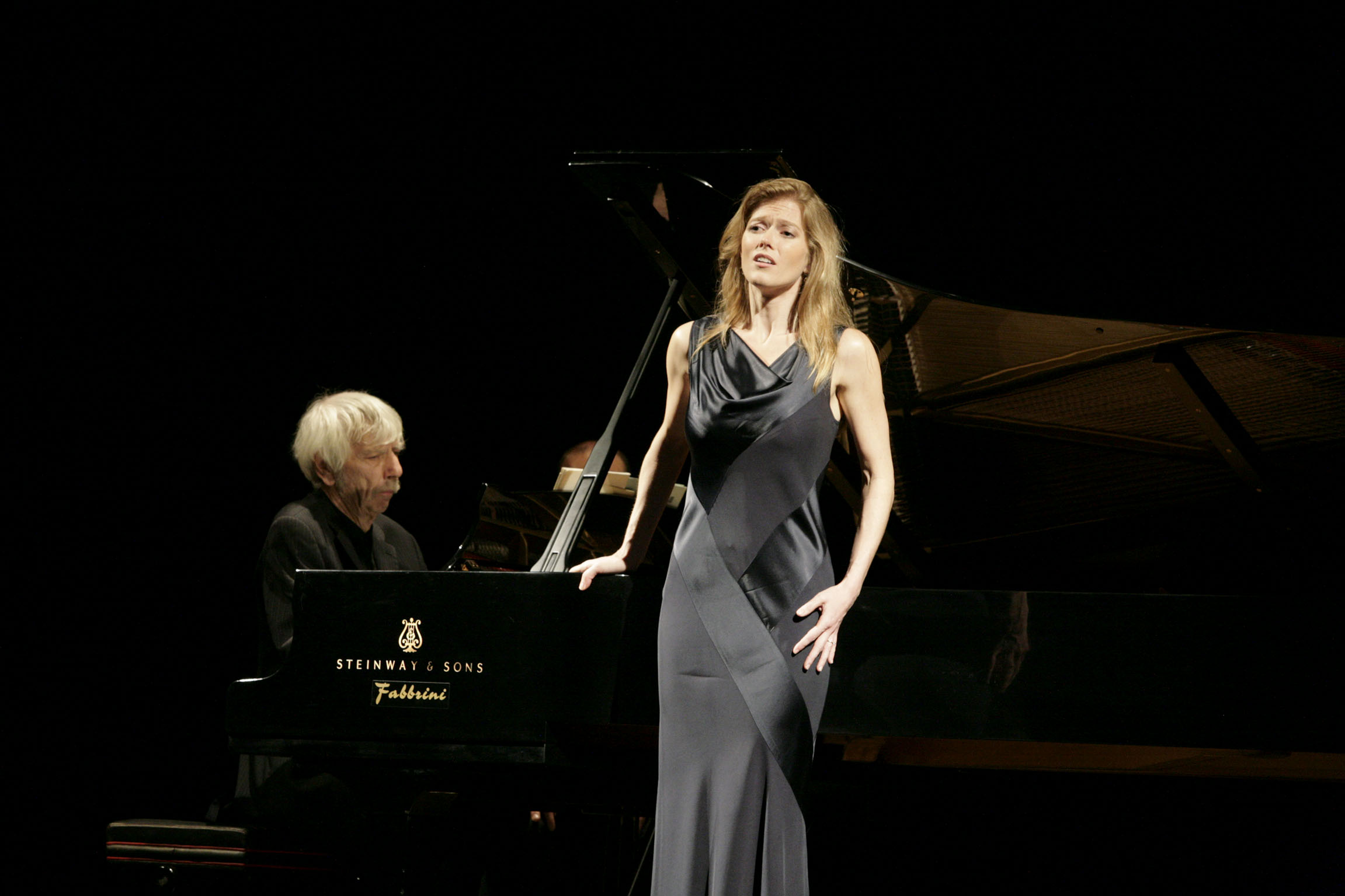
Barbara Hannigan met Reinbert de Leeuw, 2008.

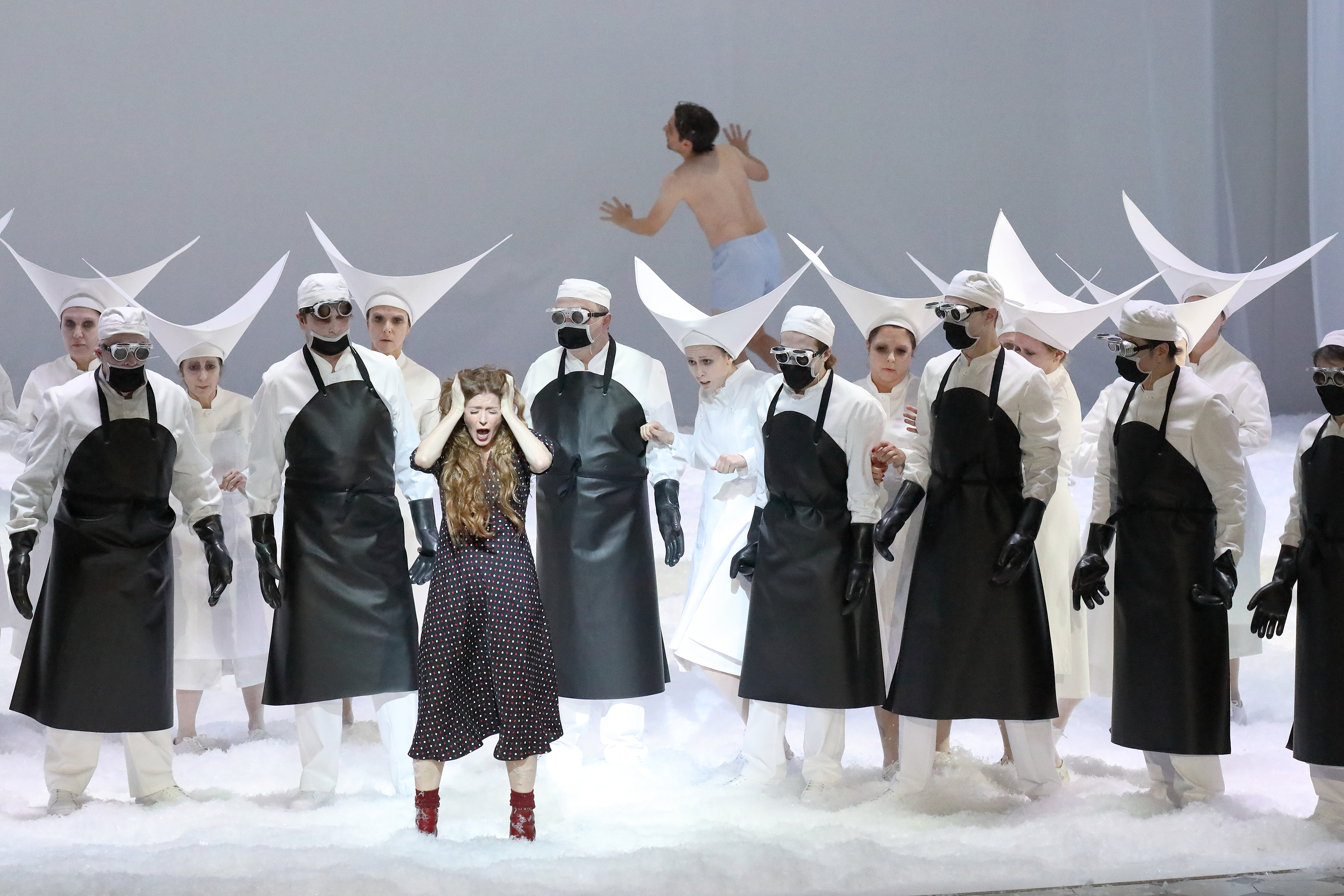
In The Snow Queen van Hans Abrahamsen, 2019.

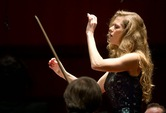
Als dirigente, 2016.

Barbara Hannigan (Waverley, Nova Scotia, 8 mei 1971) is een Canadese sopraan en dirigent.

## Carrière
Haar eerste muzikale opleiding volgde zij in haar geboorteplaats Waverley, waarover Hannigan zelf opmerkte: "Ieder huishouden had een piano, dus kwam ik zo in aanraking met muziek en zingen". Na in Waverley te zijn opgegroeid, ging Hannigan op 17-jarige leeftijd muziek studeren aan de universiteit van Toronto, waar een van haar leraren Mary Morrison was. In 1993 studeerde zij af als Bachelor of Music en in 1998 behaalde zij de Master of Music-graad. Ze rondde haar studies af aan het Banff Centre in Banff (Canada), het Ravinia Steans Music Institue en het Centre d'arts Orford. Ze had ook een jaar les van Meinard Kraak op het Koninklijk Conservatorium in Den Haag.
Hannigan is vooral actief op het gebied van de eigentijdse muziek. Zij vertolkte dramatische werken van onder anderen Henri Dutilleux, Pierre Boulez, György Ligeti, Louis Andriessen, Benjamin Britten en Arnold Schönberg. Zij zong de titelrol in Lulu van Alban Berg (in de Munt in Brussel) en zong ook in Writing to Vermeer van Louis Andriessen en Written on Skin van George Benjamin. Ze heeft van ongeveer 80 werken de première verzorgd. Ze was nauw betrokken bij de totstandkoming van Let me tell you van Hans Abrahamsen, dat ze gezongen heeft op vele concertpodia en op cd heeft gezet met Andris Nelsons.
Ze treedt ook op als dirigente, onder meer in Mysteries of the Macabre van Ligeti dat ze zowel zingt als dirigeert. In mei 2024 werd haar benoeming bekendgemaakt tot chef-dirigent en artistiek leider van het IJslands Symfonieorkest in Reykjavik met een contract voor drie seizoenen, te beginnen in 2026.
Met het album Crazy Girl Crazy dat in 2017 uitkwam, behaalde ze een Grammy.
In 2018 werd de Rolf Schock-prijs aan haar toegekend.

## Persoonlijk
Hannigan was van 2009 tot 2015 getrouwd met de Nederlandse acteur/regisseur Gijs de Lange. Van 2015 tot 2024 had ze een relatie met de Franse acteur-regisseur Mathieu Amalric, in wiens korte film C'est presque au bout du monde ze te zien en te horen was.